# Бірлік (Майлибаський сільський округ)
Бірлі́к (каз. Бірлік) — село у складі Казалінського району Кизилординської області Казахстану. Входить до складу Майлибаського сільського округу.
У радянські часи село називалось Сарбайколь.
Населення — 43 особи (2021; 9 у 2009, 90 у 1999).